# Lello Gurrado
Natale Gurrado detto Lello (Bari, 10 aprile 1943) è un giornalista e scrittore italiano.

## Biografia
Nato a Bari, ma residente a Cernusco sul Naviglio (MI), è giornalista professionista dal 1965. È padre della scrittrice Clizia Gurrado e del musicista e regista teatrale Gipo Gurrado. Ha fatto numerose esperienze di inviato speciale e caporedattore nelle più importanti case editrici nazionali ed è stato direttore responsabile di una delle prime emittenti libere milanesi (sorta a settembre 1975): Free Radio (testata giornalistica n. 25/1977, Tribunale di Milano).
Nel 1979, quando era redattore capo al Corriere d'Informazione, il quotidiano del pomeriggio del Corriere della Sera,  ha pubblicato il suo primo libro: Il mestieraccio (Erre Edizioni), una satira proprio sul giornalismo.
Sono seguiti  Gli sdrogati (Bompiani), Mamma eroina (Bompiani), Khomeini e la questione iraniana (Sugarco), San Siro, la Scala del calcio (Rizzoli), Don Mazzi, un prete da marciapiede (Sperling e Kupfer), Se ho smesso io (Edizioni San Paolo),  Nomination (Fanucci), Assassinio in libreria (Marcos y Marcos), La scommessa (Marcos y Marcos),  Invertendo l'ordine dei fattori (Marcos y Marcos). Nel 2014 ha pubblicato Fulmine (Marcos y Marcos), la storia di un eroe dei nostri tempi, un ragazzo coraggioso che si batte contro l'ipocrisia, il razzismo e le discriminazioni della nostra società. "Fulmine" ha vinto la quinta edizione del prestigioso Premio "Legenda giovani" di Ciriè. Nel 2016 è uscita una raccolta di racconti grotteschi sul tema del razzismo, intitolata Nel gommone (Edizioni del Gattaccio).
Nel 2015, anno del centenario dello scoppio della Prima Guerra Mondiale, ha scritto Come d'autunno, un'opera teatrale che racconta la Grande Guerra partendo dalla cerimonia della scelta del Milite Ignoto.
Ha fatto seguito Lampa Lampa, un reading che parla delle migrazioni dall'Africa all'Europa. Il reading è tratto dal romanzo Lampa Lampa uscito nel 2017. Ha scritto poi l'imprevedibile giallo psicologico Non doveva finire così (Edizioni del Gattaccio). Ma poi ha ripreso il tema della guerra con La Grande Guerra di Elmo e Sauro, edito da Radici Future. Questo libro si è classificato al secondo posto nel Premio Cassino-Letterature dal fronte 2019. Nel febbraio del 2020 è arrivato in libreria "Quattro bravi ragazzi" (Baldini + Castoldi editore) un giallo sul tema del bullismo scolastico. 
Il suo ultimo libro è uscito nel mese di settembre del 2021: una raccolta di racconti intitolata Brevi racconti di amore e follia. 
All'attività di scrittore e drammaturgo, Lello Gurrado affianca da alcuni anni quella di docente di corsi di scrittura creativa.

## Vita privata
È padre della scrittrice Clizia Gurrado e del musicista e regista teatrale Gipo Gurrado.

## Opere
- Cossiga e l'ordine pubblico, Milano, CUMI, 1977.
- Il mestieraccio, Milano, Studio Erre, 1978.
- Khomeini e la questione iraniana, Milano, SugarCo, 1980.
- Ronald Reagan. Da Hollywood alla Casa Bianca, con Mario Perazzi, Milano, Arbe, 1981.
- Sandro Pertini. Presidente galantuomo, con Mario Perazzi, Milano, Arbe, 1981.
- I Savoia. Grande storia illustrata della famiglia che regnò sull'Italia, Sesto San Giovanni, Peruzzo, 1983.
- Gli sdrogati. Storie d'amore e di speranza dei ragazzi di San Patrignano, con Romano Asuni, Milano, GEI, 1984.
- Breve storia del calcio mondiale dal 1958 al 1985, in José Altafini, I magnifici 50 del calcio mondiale, Milano, Sperling & Kupfer, 1985. ISBN 88-200-0518-2.
- Come fare gol, con José Altafini, Milano, Sperling & Kupfer, 1987. ISBN 88-200-0393-7.
- Mamma eroina, con Romano Asuni, Milano, Bompiani, 1987.
- Milano la scala del calcio. San Siro-Meazza, Milano, Rizzoli, 1989. ISBN 88-17-24574-7.
- Se ho smesso io. Memorie (e consigli) di un fumatore pentito, Edizioni paoline, 1993. ISBN 88-215-2642-9.
- L'annuario di Milano. Uomini e fatti del 1994, Milano, Grandi Edizioni Milanesi, 1995. ISBN 88-900075-0-8.
- Sono un prete da marciapiede, con Antonio Mazzi, Milano, Sperling & Kupfer, 1995. ISBN 88-200-1879-9; Milano, Sperling paperback, 2000. ISBN 88-8274-097-8.
- Porco Lambro. Colloquio con don Antonio Mazzi, Milano, New Editing, 2003. ISBN 88-88824-00-6.
- Nomination, Roma, Fanucci, 2006. ISBN 88-347-1208-0.
- Assassinio in libreria, Milano, Marcos y Marcos, 2009. ISBN 978-88-7168-508-3.
- La scommessa, Marcos y Marcos, 2010
- Invertendo l'ordine dei fattori, Milano, Marcos y Marcos, 2011. ISBN 978-88-7168-594-6.
- Fulmine, Milano, Marcos y Marcos, 2014. ISBN 978-88-7168-686-8.
- Nessuno nasce imparato. Manuale di scrittura creativa per aspiranti autori di tutte le età, Milano, GIV, 2014.
- Nel gommone, Milano, Edizioni del Gattaccio, 2016. ISBN 978-88-98914-23-4.
- Lampa Lampa. La maglietta di Messi , Bari, Radici Future, 2017. ISBN 978-88-99865-14-6.
- Non doveva finire così, Milano, Edizioni del Gattaccio, 2017. ISBN 978-88-98914-44-9.
- Manuale di scrittura creativa 2.0. Tutto quello che dovete sapere se volete scrivere un best seller, Milano, GIV, 2017.
- La Grande Guerra di Elmo e Sauro, Bari, Radici Future, 2018. ISBN 978-88-99865-27-6.
- Quattro bravi ragazzi. Storie di ordinario bullismo, Milano, Baldini&Castoldi, 2020. ISBN 978-88-93882-89-7.
- Brevi racconti di amore e follia, 2021, youcanprint ISBN 9791220356107
- Il  Cerbero, nuova indagine del commissario con tre teste, 2022, youcanprint